# Juri Schwez
Juri Borissowitsch Schwez (russisch Юрий Борисович Швец; * 1952 in Cherson) ist ein ehemaliger Spion des sowjetischen Geheimdienstes KGB in den USA.

## Leben
Juri Schwez studierte an der Patrice-Lumumba-Universität der Völkerfreundschaft in Moskau und erlangte einen Abschluss im Fach Internationales Recht.
Seine Ausbildung an der Militärakademie des KGB erhielt er in der gleichen Klasse, in der auch der spätere russische Präsident Wladimir Putin war. Von Ende der 1970er-Jahre bis etwa 1990 war er Mitarbeiter des KGB im Rang eines Majors der Ersten Hauptverwaltung (Auslandsoperationen). In dieser Zeit war er von April 1985 bis 1987 in der KGB-Residentur bei der sowjetischen Botschaft in Washington D.C. tätig, nach außen hin als Korrespondent der Nachrichtenagentur TASS. Schwez warb in der dortigen politischen Szene zwei Schlüsselquellen an. Eine davon wurde später als Claudia Wright, eine Journalistin der britischen Wochenzeitung New Statesman, enttarnt. Die Identität und Existenz der zweiten, einer Angehörigen der Regierung Jimmy Carter mit guten Verbindungen nach Griechenland, ist bis heute umstritten.
Nachdem Schwez ein Buch veröffentlicht hatte, das seine Tätigkeit und seinen Ausstieg aus dem KGB beschreibt, erhielt Schwez Ausreiseverbot aus der Sowjetunion. 1993 emigrierte er insgeheim in die USA, wo er heute als Anwalt tätig ist. Er ist zudem Gastprofessor am „Centre for Counterintelligence and Security Studies“ (CICentre).
Schwez veröffentlichte in seinem 1994 erschienenen Buch auch Unterlagen, die die Existenz der sogenannten „Operation RJaN“ im Jahr 1983 bestätigen. Die „Operation RJaN“ beinhaltete eine (von der Sowjetunion nie zugegebene) Anfang November 1983 eingeleitete Alarmierung aller sowjetischen Auslandsagenten zwecks Sammlung von Informationen über das in diesem Jahr in Europa abgehaltene, sehr realistische NATO-Atomkriegs-Manöver Able Archer 83. Mit den täglich an das Politbüro durchgegebenen Agenten-Informationen sollte ein nuklearer Gegenschlag des Warschauer Paktes vorbereitet werden.
Ende 2006 geriet Schwez im Zusammenhang mit der Ermordung von Alexander Litwinenko, einem ehemaligen Oberstleutnant des russischen Inlandsgeheimdienstes FSB und Kritiker des russischen Präsidenten Putin, erneut in die Schlagzeilen, weil er äußerte, er wisse, wer für die Tat verantwortlich sei und was dessen Motiv gewesen sei.
Schwez war eine Schlüsselquelle für das 2021 veröffentlichte Buch American Kompromat von Craig Unger.

## Schriften
- Washington Station: My Life as a KGB Spy in America. Simon & Schuster, New York 1994. ISBN 0-671-88397-6